# Café de la Régence

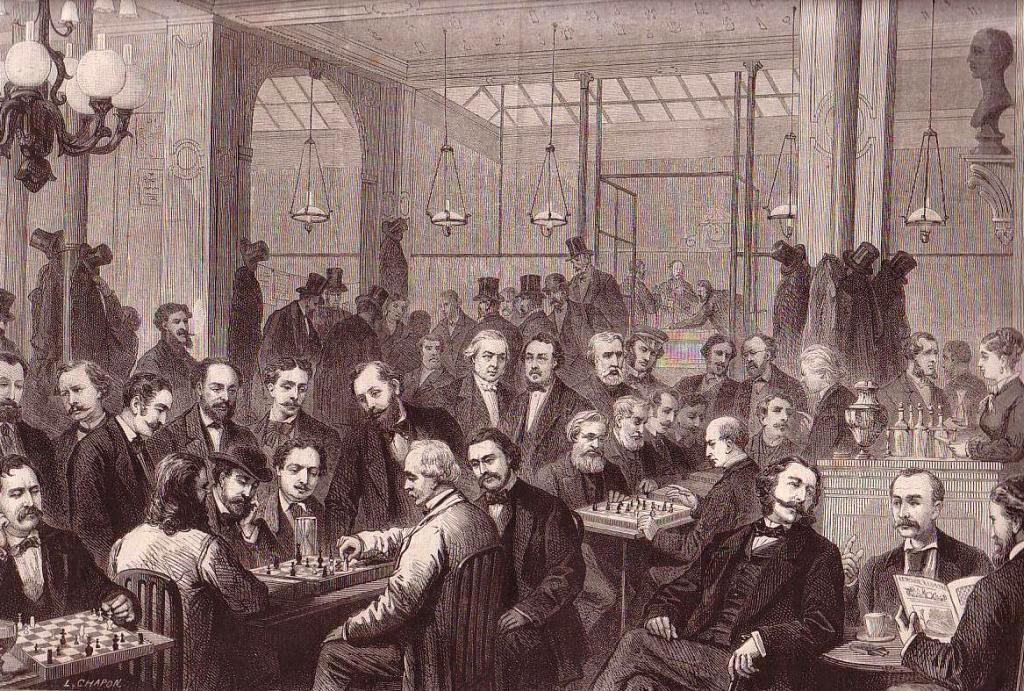
Vue de l'intérieur du Café de la Régence en 1874.

Le Café de la Régence est un café parisien, ouvert de 1681 à 1910.
Initialement situé au Palais-Royal, il fut pendant cent vingt ans le centre du jeu d’échecs en France et en Europe. Les joueurs d’échecs les plus talentueux et les plus connus de leur temps y ont tous un jour disputé des parties.

## Histoire

### Place du Palais-Royal

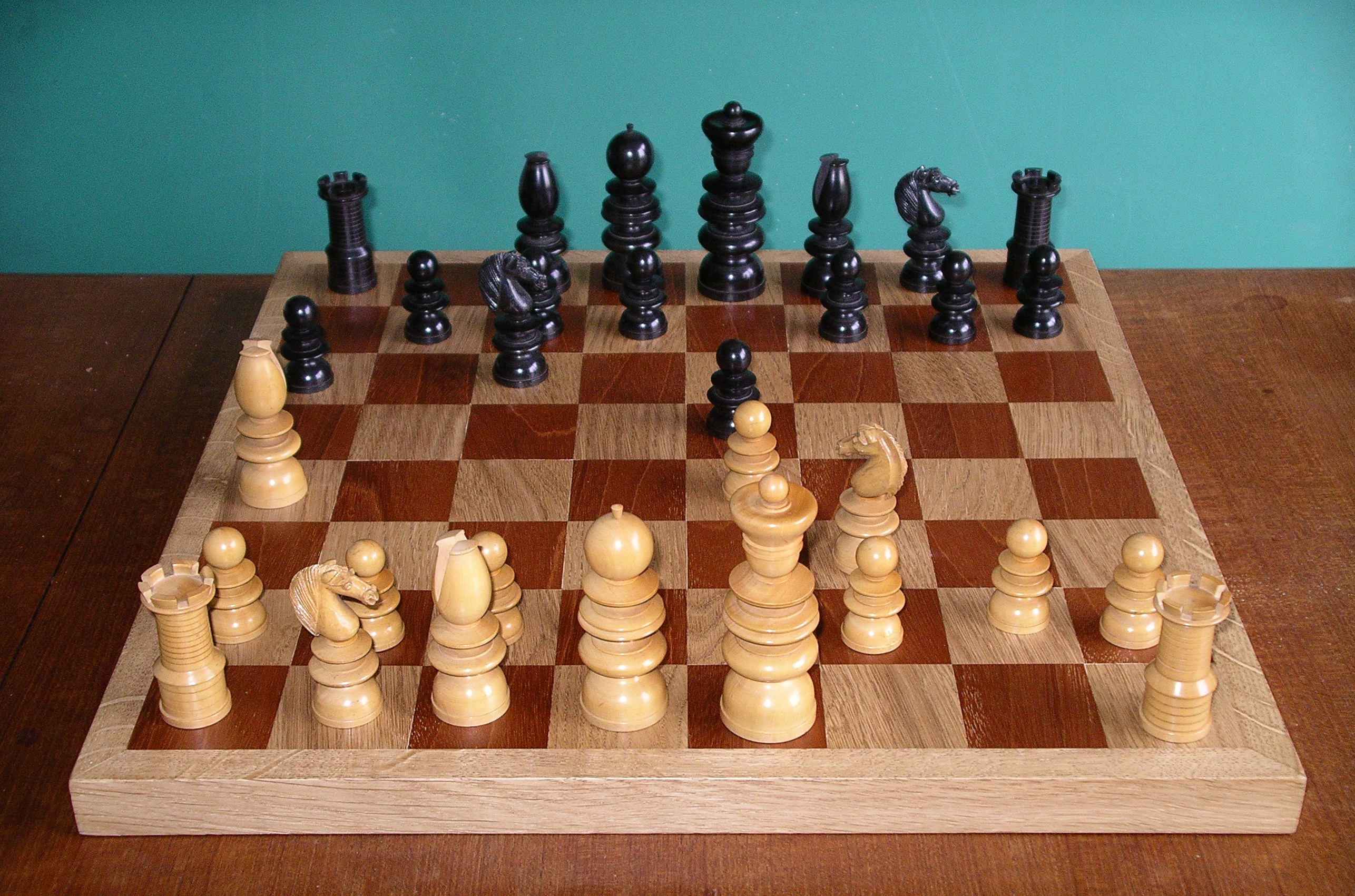
Un jeu d'échecs type Saint-Georges, peu différent du jeu Régence. (Position après le 4e coup des Blancs dans la défense Morphy de la partie espagnole).

Le Café de la Régence est l'un des premiers cafés de Paris : fondé en 1681 sous le nom de « café de la Place du Palais-Royal », il est rebaptisé, au plus tôt en 1715 pour devenir le « café de la Régence ».
Vers 1740, il devient une adresse pour les joueurs d’échecs parisiens qui auparavant se rencontraient au café Procope dans la rue de l'Ancienne-Comédie. Les habitués du café étaient des célébrités comme Diderot, Rousseau, Philidor, Napoléon Bonaparte ou Benjamin Franklin. Des maîtres d’échecs comme Kermur de Legal et plus tard Lionel Kieseritzky ou Daniel Harrwitz le fréquentèrent en tant que joueurs professionnels.
Diderot en donne une description au début de son roman, Le Neveu de Rameau et évoque notamment le jeu de Philidor et de Legal.
Ce café a donné son nom à un type de pièces d'échecs dit jeu Régence, peu différent du jeu appelé au Royaume-Uni jeu Saint Georges dont il diffère principalement par la tête sphérique du Fou. Ce jeu Régence était très utilisé jusqu'au XIXe siècle et même au début du XXe mais il est aujourd'hui totalement abandonné au profit du jeu Staunton conçu en 1849.
En 1769, Reye, ancien juré, reprend la gérance de ce célèbre lieu de la vie parisienne. Son succès lui permet d’acquérir l’ensemble de l’immeuble qui l’abrite à l’angle ouest de la place du Palais-Royal et de la rue Saint-Honoré. Lui succède, avant 1790 et jusqu'à 1795, François Haquin et ses épouses successives : Marie-Antoinette Brisset puis Marie Hesse.
Pendant la Révolution, Maximilien de Robespierre y prit ses habitudes pendant les entractes du club des jacobins. À l’apparition de ce « formidable joueur » (et du fait de ses fonctions d'alors), le café fut insensiblement abandonné des amateurs d’échecs au profit du café Militaire, rue Saint-Honoré. Ce n’est qu’après le 9 thermidor que l’échiquier revint s’installer au café de la Régence.
Pendant de nombreuses années, on y montrait une table d’échecs en marbre sur laquelle Bonaparte, avant de devenir empereur, avait joué en 1798. À côté des échecs, on y pratiquait aussi les Dames ou le billard.
En 1844, eut lieu dans ce café une célèbre rencontre entre Marx et Engels.
Au cours de la deuxième moitié du XIXe siècle Jules Arnous de Rivière fut l'un des piliers du Café de la Régence.

### Transfert et déclin
Dans le cadre du prolongement de la rue de Rivoli décidé en 1848, tous les immeubles XVIIIe de la place du Palais-Royal sont détruits au début de 1853. Un relevé de la façade du no 243 (Empire) rue Saint-Honoré, réalisé par Gabriel Davioud, architecte de la Ville de Paris permet de retrouver l'allure imposante de l'immeuble à l'angle de la place et de la rue Saint-Honoré.
Le café est temporairement transféré à l’hôtel Dodun, rue de Richelieu. À partir de 1854, sous la direction de Gillet, il s’installe au no 171 (numérotation de 1855) de la rue Saint-Honoré, dans le nouvel îlot construit entre la rue de Rohan et la rue de l’Échelle, immeuble qui à la fin du XIXe siècle prend le no 161.
De 1873 à 1903, il est la propriété de Joseph Kieffer, né en 1847 à Benfeld dans le Bas-Rhin, qui serait à l'origine des travaux d'aménagement intérieur effectués sous l'égide de l'architecte de l'hôtel Negresco de Nice, Édouard Niermans, et qui fait également installer l'électricité en 1892.
Après un nouveau changement de propriétaire, le café est transformé en restaurant en 1910. Quant aux joueurs d’échecs, ils se transférèrent au café de l'Univers en 1916.
Le bâtiment, auparavant occupé par le café, est désormais occupé par l’Office national marocain du tourisme.
Un nouveau café dédié aux joueurs d'échecs a ouvert ses portes, en 2021, rue du Sabot.

## Parties célèbres
À l’automne 1843, le café de la Régence fut témoin du duel entre les deux meilleurs joueurs de l’époque, Pierre Saint-Amant et Howard Staunton. Staunton gagna avec 11 victoires, 6 défaites et quatre parties nulles.
Pendant son voyage en Europe, en 1858-1859, le champion américain Paul Morphy s’y tint fréquemment lui aussi et vainquit Daniel Harrwitz lors d’une rencontre, par le score de 5,5 points à 2,5.
Ce fut le chant du cygne dans l’histoire des échecs de ce café, car après commença un lent déclin. Par la suite, tout de même, certains événements d’échecs importants y eurent encore lieu ; ainsi vers 1894, un concours par correspondance contre le club d’échecs de Saint-Pétersbourg finit par un match nul.

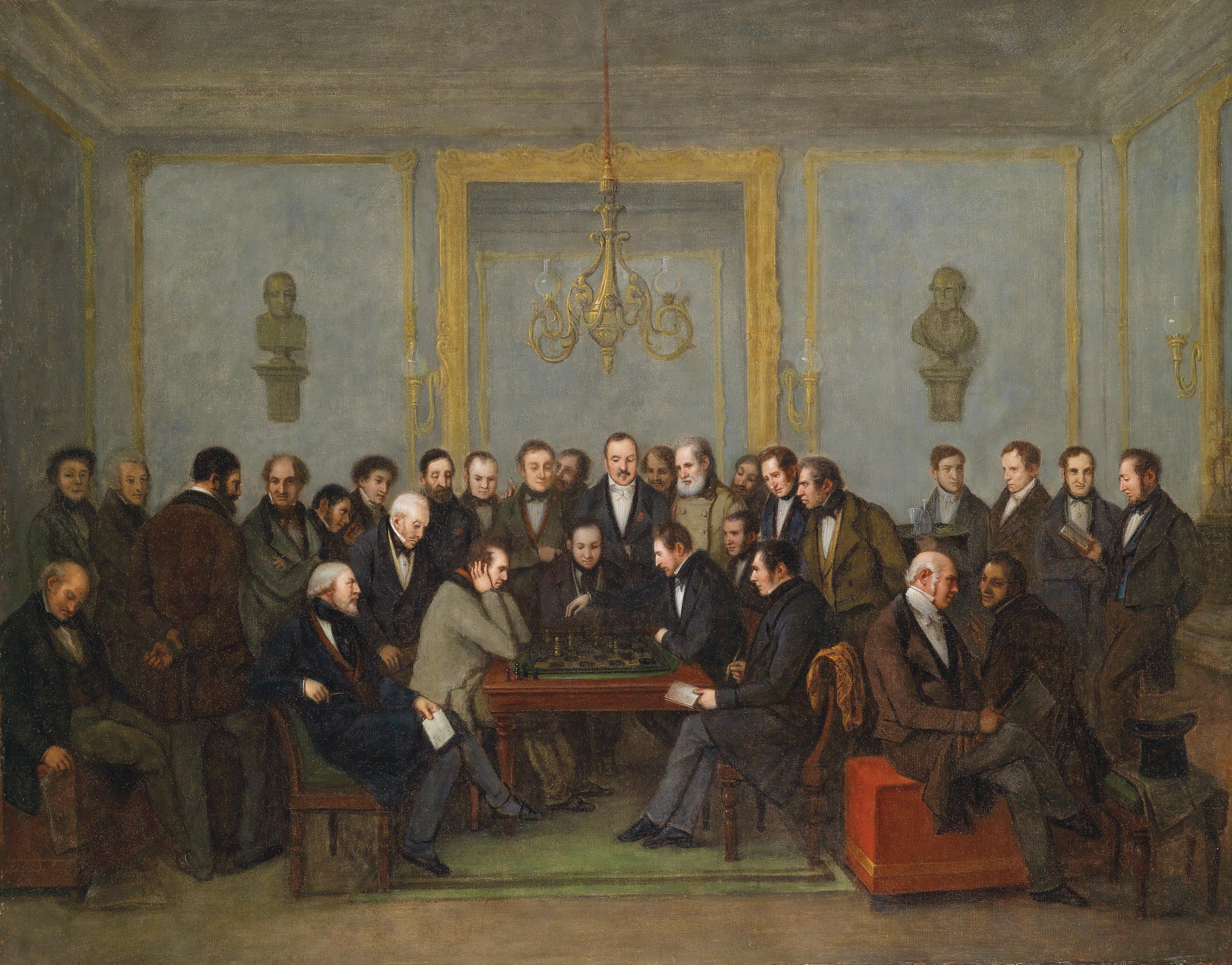
Le célèbre match entre Howard Staunton et Pierre Saint-Amant, le 16 décembre 1843, par Jean Henry Marlet.
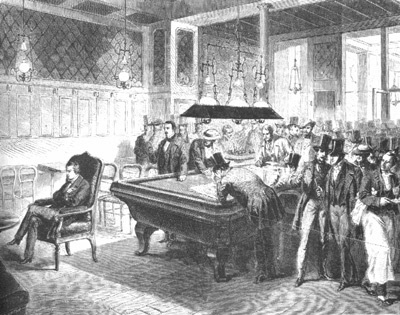
Paul Morphy lors d'une séance de simultanée à l'aveugle au café de la Régence.